# Klary Nagnioszewskiej samobójstwo
Klary Nagnioszewskiej samobójstwo – humoreska Cypriana Kamila Norwida z 1877 o pannie grożącej domownikom odebraniem sobie życia.

## O utworze
Ten żartobliwy tekst został w autografie opatrzony ilustracjami na kształt współczesnych komiksów. Norwid oparł go na obserwacji własnej, o czym świadczy list do Konstancji Górskiej z lipca 1866: przypominam sobie w jednym szanownym domu na wsi rezydentkę panią Różę Nagnioszewską, która, ilekroć jej czego odmówiono, natychmiast zamykała się w ustronnym ciemnym pokoiku i chciała się zabić!... Cały dom zaraz był na nogach i traktowano z Nagnioszewską, żeby sobie życia nie odbierała. Rezydentka raz szukała trucizny, to znowu chodziła z puginałem. Gdy nie było gospodarza posyłano do niej ekonoma i za tego ekonoma w końcu się wydała. Z ilustracji w tekście opatrzonej podpisem: wspomnienie z Poznańskiego można się domyślać, że działo się to w dworze Józefa Łubieńskiego w Pudliszkach koło Krobi.
Humoreska powstała prawdopodobnie w styczniu 1877 w paryskim mieszkaniu ucznia i przyjaciela poety, malarza Pantaleona Szyndlera, któremu następnie autor ją podarował. Autograf trafił następnie do zbiorów Wiktora Gomulickiego, a potem Dominika Witke-Jeżewskiego. Obecnie znajduje się w zbiorach Muzeum Narodowego. Utwór opublikował w 1957 Juliusz Wiktor Gomulicki pod tytułem Norwida «lżejszy kaliber» w 9 numerze Nowych książek.